# Libańska Premier League
Libańska Premier League jest najwyższą piłkarską klasą rozgrywkową w Libanie. Liga powstała w 1933 roku.

## Drużyny w sezonie 2019/2020
- Akhaa Ahli Aley
- Al-Ahed
- Al-Ansar Bejrut
- Al-Bourj FC
- Al-Safa' SC
- Chabab Ghazieh SC
- Nejmeh SC
- Salam Zgharta
- Shabab Al-Sahel
- Shabab El-Bourj
- Tadamon Sour
- Tripoli SC

## Mistrzowie
| - 1933/1934: Al-Nahda - 1934/1935: Uniwersytet Amerykański w Bejrucie - 1935/1936: Sikka - 1936/1937: Uniwersytet Amerykański w Bejrucie - 1937/1938: Uniwersytet Amerykański w Bejrucie - 1938/1939: Sikka - 1939/1940: nie rozgrywano - 1940/1941: Sikka - 1941/1942: Al-Nahda - 1942/1943: Al-Nahda - 1943/1944: Homenetmen Bejrut - 1944/1945: Homenmen Bejrut - 1945/1946: Homenetmen Bejrut - 1946/1947: Al-Nahda - 1947/1948: Homenetmen Bejrut - 1948/1949: Al-Nahda - 1949/1950: nie rozgrywano - 1950/1951: Homenetmen Bejrut - 1951/1952: nie rozgrywano - 1952/1953: nie rozgrywano - 1953/1954: Homenmen Bejrut - 1954/1955: Homenetmen Bejrut - 1955/1956: Racing Bejrut - 1956/1957: Homenmen Bejrut - 1957/1958: nie rozgrywano - 1958/1959: nie rozgrywano - 1959/1960: nie rozgrywano - 1960/1961: Homenmen Bejrut - 1961/1962: nie rozgrywano - 1962/1963: Homenetmen Bejrut - 1963/1964: nie rozgrywano - 1964/1965: Racing Bejrut - 1965/1966: nie rozgrywano - 1966/1967: Al-Shabiba Mazraa - 1967/1968: nie rozgrywano - 1968/1969: Homenetmen Bejrut - 1969/1970: Racing Bejrut - 1970/1971: nie rozgrywano - 1971/1972: nie rozgrywano - 1972/1973: Nejmeh SC - 1973/1974: nie rozgrywano - 1974/1975: Nejmeh SC - 1975/1976: nie rozgrywano |  | - 1976/1977: nie rozgrywano - 1977/1978: nie rozgrywano - 1978/1979: nie rozgrywano - 1979/1980: nie rozgrywano - 1980/1981: nie rozgrywano - 1981/1982: nie rozgrywano - 1982/1983: nie rozgrywano - 1983/1984: nie rozgrywano - 1984/1985: nie rozgrywano - 1985/1986: nie rozgrywano - 1986/1987: nie rozgrywano - 1987/1988: Al-Ansar Bejrut - 1988/1989: nie rozgrywano - 1989/1990: Al-Ansar Bejrut - 1990/1991: Al-Ansar Bejrut - 1991/1992: Al-Ansar Bejrut - 1992/1993: Al-Ansar Bejrut - 1993/1994: Al-Ansar Bejrut - 1994/1995: Al-Ansar Bejrut - 1995/1996: Al-Ansar Bejrut - 1996/1997: Al-Ansar Bejrut - 1997/1998: Al-Ansar Bejrut - 1998/1999: Al-Ansar Bejrut - 1999/2000: Nejmeh SC - 2000/2001: anulowano wyniki - 2001/2002: Nejmeh SC - 2002/2003: Tripoli SC - 2003/2004: Nejmeh SC - 2004/2005: Nejmeh SC - 2005/2006: Al-Ansar Bejrut - 2006/2007: Al-Ansar Bejrut - 2007/2008: Al-Ahed - 2008/2009: Nejmeh SC - 2009/2010: Al-Ahed - 2010/2011: Al-Ahed - 2011/2012: Al-Safa' SC - 2012/2013: Al-Safa' SC - 2013/2014: Nejmeh SC - 2014/2015: Al-Ahed - 2015/2016: Al-Safa' SC - 2016/2017: Al-Ahed - 2017/2018: Al-Ahed - 2018/2019: Al-Ahed |

## Liczba mistrzostw według klubów
| Klub                               | Liczba tytułów | Ostatni tytuł |
| ---------------------------------- | -------------- | ------------- |
| Al-Ansar Bejrut                    | 13             | 2006/2007     |
| Nejmeh SC                          | 8              | 2013/2014     |
| Homenetmen Bejrut                  | 7              | 1968/1969     |
| Al-Ahed                            | 7              | 2018/2019     |
| Al-Nahda                           | 5              | 1948/1949     |
| Homenmen Bejrut                    | 4              | 1960/1961     |
| Uniwersytet Amerykański w Bejrucie | 3              | 1937/1938     |
| Sikka                              | 3              | 1940/1941     |
| Racing Bejrut                      | 3              | 1969/1970     |
| Al-Safa' SC                        | 3              | 2015/2016     |
| Al-Shabiba Mazraa                  | 1              | 1966/1967     |
| Tripoli SC                         | 1              | 2002/2003     |